# Taiaroidae
Taiaroidae é uma família de corais da ordem Malacalcyonacea. Inclui apenas o gênero Taiaroa.